# Herb Płotów
Herb Płotów – jeden z symboli miasta Płoty i gminy Płoty w postaci herbu.

## Wygląd i symbolika

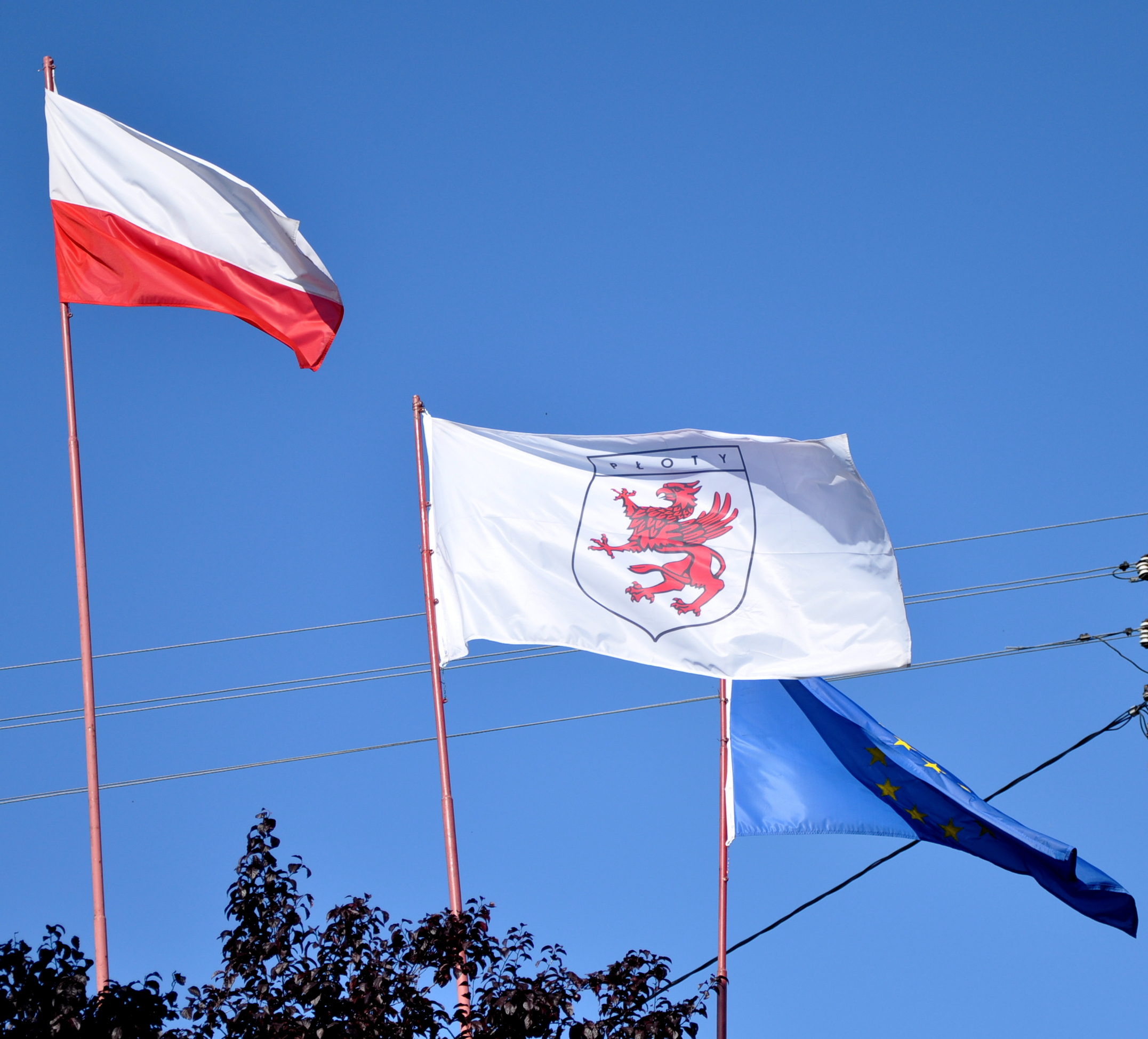
Herb Płotów na białym płótnie (rada miejska nie uchwaliła flagi)

Herb przedstawia w białym polu tarczy herbowej gryfa pomorskiego barwy czerwonej, skierowanego w heraldycznie prawą stronę. Tarcza jest ograniczona czarną linią. 
Symbolika herbu nawiązuje do księstw pomorskich.

## Historia
Wizerunek gryfa występuje na pieczęciach miasta od XIV wieku.